# خوان أودر
خوان كارلوس أودر (بالإسبانية: Juan Carlos Uder)‏ (ولد في 24 نيسان / أبريل 1927) هو لاعب كرة سلة أرجنتيني سابق تنافس في دورة الألعاب الاولمبية الصيفية عام 1948 وفي عام 1952 دورة الألعاب الاولمبية الصيفية.

## روابط خارجية
- خوان أودر على موقع الاتحاد الدولي لكرة السلة (الإنجليزية)
- خوان أودر على موقع سبورتس رفرنس (الإنجليزية)
- خوان أودر على موقع أوليمبيديا (الإنجليزية)